# Sirenian Shores
«Sirenian Shores» — міні-альбом норвезького готик-метал-гурту Sirenia. Реліз відбувся 11 жовтня 2004.

## Список композицій
| #     | Назва                                                         | Автор слів    | Автор музики | Тривалість |
| ----- | ------------------------------------------------------------- | ------------- | ------------ | ---------- |
| 1.    | «Sirenian Shores»                                             | Мортен Веланд | Веланд       | 6:01       |
| 2.    | «Save Me from Myself» (ремікс)                                | Веланд        | Веланд       | 5:05       |
| 3.    | «Meridian» (акустика)                                         | Веланд        | Веланд       | 4:05       |
| 4.    | «First We Take Manhattan» (кавер-версія пісні Леонарда Коена) | Леонард Коен  | Веланд       | 3:56       |
| 5.    | «Obire Mortem» (Meeting Death)                                | інструментал  | Веланд       | 2:22       |
| 21:43 |                                                               |               |              |            |

## Учасники запису
- Мортен Веланд — всі інструменти, ґроулінг
- Генрієтте Бордвік — жіночий вокал
- Фабієнна Ґондамін — жіночий вокал (в треку #3)
- Еммануель Зольдан — жіночий вокал (в треку #4)
- Крістіан Ґундерсен — чистий чоловічий вокал
- Деміан Шуріен, Матью Ландрі, Еммануель Зольдан, Сандрін Гуттебель, Емілі Лесброс, Йоханна Жірод, Гюберт Піаццола — хор